# Opération Pegasus
 (août 2019).
Pour les articles homonymes, voir Pegasus.
Opération Pegasus est le nom donné a une opération du Royal 22e Régiment (R22Re) déclenchée en réponse à la grève des policiers de 1969, qui avait causé une des émeutes les plus violentes de l'histoire du Québec. Cette opération et celle, plus connue, nommée Opération Essai (1970) sont aujourd'hui des exemples en matière de sécurité intérieure.

## Contexte
Le 7 octobre 1969, 3 000 des 3 200 policiers de la ville de Montréal entament une grève illégale. 2 400 pompiers leur emboîtent le pas. Le Ministre de la Justice alerte le commandant du 5e Groupement de combat (5 GC), qui relaye sa demande au chef d'État-Major de la Défense, le Général F.S. Sharp.

## Opération
Les troupes du R22Re se déploient pour protéger les dépôts des Forces canadiennes, les manèges militaires et les bases ainsi que le quartier général de la police de Montréal. Des patrouilles mobiles sont également déployées. La grève se termine 5 jours après avoir commencé.
Me Michel Côté, l'ancien procureur de la police de Montréal devenu chef du contentieux de la ville, se félicite du nombre de documents (« des tonnes ») saisis grâce aux mandats de perquisition pour motif de sédition (« conspiration en vue de recourir à la violence comme moyen d'effectuer un changement de gouvernement au Canada. »). La police de Montréal et la Gendarmerie Royale du Canada procèdent également à plusieurs dizaines d'arrestations préventives. 
Les cibles de ces perquisitions sont, notamment, les comités de citoyens, des comités ouvriers, des syndicats, l'Association des locataires de Montréal, le Front de libération populaire, le Mouvement de libération du taxi, le Comité Vallières-Gagnon et la Compagnie des Jeunes Canadiens.
Pour Guy Rochette, Louis Fournier et plus récemment Guy Robinson notamment, les opérations conjointes de la police et de l'armée lors de cette crise sont la « répétition générale » de la Crise d'Octobre.
Le document 76/127, Final Report Operation Pegasus renferme les conclusions du commandement général de la Région du Québec au sujet de cette affaire. Le rapport final du 5e Groupement de combat confirme que l'Opération Pegasus a été un test instructif préparant l'Opération ESSAI : 
« A year earlier in October 1969, during Operation PEGASUS, Se 5e de C had been given a preliminary test in the conduct of these operations. Most of the lessons learned during Operation PEGASUS and the recommendations made at that time have been confirmed valid during Operation ESSAY ».